# Yassassin
"Yassassin" (pronúncia de Bowie:  /jɑːˈsɑːsɪn/; também conhecida como "Yassassin (Turkish for: Long Live)", e lançada na Turquia como "Yassassin (Yaşasın)") é uma canção escrita pelo músico britânico David Bowie para o álbum Lodger, de 1979. "Yassassin" é uma canção de reggae inarmônico com um sabor de música turca, e o terceiro single de Lodger a ser lançado, mas só nos Países Baixos e na Turquia.
O título da canção provém do verbo turco usado para desejar vida a alguém, escrito yaşasın (pronunciado [jaʃaˈsɯn]), da raiz verbal yaşa- 'vicer' com a terminação do imperativo da terceira pessoa; dessa forma, yaşasın literalmente significa "Que ele/ela viva".

## Faixas

### RCA PB-9417 (Países Baixos)
1. "Yassassin" (David Bowie) – 3:06
2. "Repetition" (Bowie) – 2:58

### RCA 79.014 (Turquia)
1. "Yassassin" (Bowie)
2. "Red Money" (Bowie, Carlos Alomar)

## Créditos
- Produtores 
  - Tony Visconti
  - David Bowie
- Músicos[3]
  - David Bowie - vocais, vocais de fundo, órgão
  - Dennis Davis - bateria, vocais de fundo
  - George Murray - baixo, vocais de fundo
  - Carlos Alomar - guitarra rítmica, vocais de fundo
  - Tony Visconti - guitarra principal, vocais de fundo
  - Simon House - violino, vocais de fundo

## Covers
- Litfiba - single de 12 polegadas (1984)[4]